# Први османско-египатски рат
Први османско-египатски рат вођен је у периоду од 1831. до 1833. године између Османског царства под султаном Махмудом II са једне и побуњеним Египатским ејалетом под Мухамедом Алијем са друге стране. Завршена је победом Египта и прикључењем Алепског и Сиријског елајета Мухамедовој држави.

## Узроци
Турско царство се средином прве половине 19. века налазило у великој кризи. Источно питање двадесетих година било је обележено Грчким ратом за независност. Устаници су добијали велику помоћ западних сила које су биле заинтересоване за проучавање античке историје Грчке. Резултат је победа устаника и формирање Краљевине Грчке, прве независне државе на Балкану. Исте, 1830. године, Османско царство губи једну од три западне провинције на просторија северозападне Африке. Под изговором увреде конзуларног представника, Французи окупирају Алжир (7. јул). Врхунац турских невоља јесте Египатска криза (1831-1841) која се испољила у два маха: Рат (1831-1833) и рат (1838-1841).
Повод за избијање првог Египатско-турског рата било је одбијање Турске да испуни своје обећање дато Мухамеду Алију као накнаду за пружање помоћи у гушењу Грчког устанка. Турци су Мухамеду обећали Сирију на управу. Због тога је Мухамед послао свога сина Ибрахим-пашу да освоји Сирију.

## Рат
Главнина Ибрахим-пашине армије (5 пешадијских и 4 коњичка пука, 1200 бедуина, 40 пољских и 28 опсадних топова, укупно 21.516 војника) кренула је копненим путем преко Газе. Флота је кренула из Александрије ка Јафи. Јафа се предала без борбе, а Египћани су након тромесечне опсаде заузели град Ако (27. маја 1832. године). Махмуд II послао је Египћанима захтев да одмах повуку своје трупе. Мухамед је тражио за себе област око градова Ако и Дамаска. Порта се одлучила на војну интервенцију. Ибрахим-паша је, у међувремену, освојио читаву Палестину уз помоћ либанског кнеза Башир II Шихаба. Део турских снага под командом Мухамед-паше прикупила се код Алепа, а главнина под командом Хусеин-паше је кренула ка Конији. Турска армија бројала је око 50.000 људи. Након заузећа Акоа и Дамаска, Ибрахим-паша је кренуо ка Химсу где је тукао Мухамедове снаге. Дана 15. јула стигао је у Алепо. Дана 29. јула сукобио се и поразио Хусеин-пашу код превоја Белен, а 25. августа заузео Адану и превоје на Торосу. Ибрахим-паша се повукао у Караман где је предао дужност Рашид-паши. Средином октобра, Ибрахим је упутио војску ка северу. У бици код Коније (23. децембар) нанео је велики пораз Турцима. Пут за Цариград био је отворен.

## Крај рата
Турски султан Махмуд је принуђен да ступи у преговоре са Русијом са којом је, након последњег Руско-турског рата, био у пријатељству. Русија и Турска склопиле су споразум у Ункјар-Искелесију. По одредбама овог споразума, Турци су затворили мореузе Босфор и Дарданели за све бродове, сем руске. Руси су интервенисали на страни Турака. Са Мухамед Алијем је Турска склопила мир у Китахји, 14. маја 1833. године. Мухамед је доживотно добио Сирију и Адану у Киликији.